# Jayne Ludlow
Jayne Louise Ludlow (Llwynypia, 7 gennaio 1979) è un'allenatrice di calcio ed ex calciatrice gallese, di ruolo centrocampista, commissario tecnico della nazionale gallese.
Durante la carriera come calciatrice, ha giocato principalmente nel campionato inglese femminile di calcio, rimanendo legata all'Arsenal per tredici stagioni, vincendo con il club numerosi titoli nazionali e internazionali, indossandone la fascia di capitano e, al 2019, mantenendo il primato della miglior marcatrice di tutti i tempi per le Gunners.
Vestì inoltre la maglia della nazionale gallese, della quale indossò la fascia di capitano fino al suo ritiro del 2012.
Nel 2018 è stata inserita nel Welsh Sports Hall of Fame Roll of Honor insieme a Roy Francis (rugby), Lynne Thomas (cricket e hockey), Kelly Morgan (badminton) e Rebecca James (ciclismo), e nel 2019 viene insignita dell'Ordine dell'Impero Britannico (Member of the Order of the British Empire - MBE) per i servizi resi nel calcio femminile per il Galles.

## Palmarès

### Competizioni nazionali
- Campionato inglese: 2

2011, 2012
- FA Women's Premier League National Division: 9

Arsenal: 2000-2001, 2001-2002, 2003-2004, 2004-2005, 2005-2006, 2006-2007, 2007-2008, 2008-2009, 2009-2010
- FA Women's Cup: 8

Arsenal: 2000-2001, 2003-2004, 2005-2006, 2006-2007, 2007-2008, 2008-2009, 2010-2011, 2012-2013
- FA Women's Super League Cup: 3

Arsenal: 2011, 2012, 2013
- FA Women's Premier League Cup: 4

Arsenal: 2000-2001, 2004-2005, 2006-2007, 2008-2009
- FA Women's Community Shield: 6

Arsenal: 2000, 2001, 2005, 2006, 2007, 2008

### Trofei internazionali
- UEFA Women's Cup: 1

2006-2007